# Triplophysa chandagaitensis
Triplophysa chandagaitensis is een straalvinnige vissensoort uit de familie van de bermpjes (Nemacheilidae). De wetenschappelijke naam van de soort is voor het eerst geldig gepubliceerd in 2002 door Prokofiev.